# Trollholms revet
Trollholms revet är en ö nära Lökholmen i Nagu,  Finland.   Den ligger i Pargas stad i den ekonomiska regionen  Åboland  och landskapet Egentliga Finland. Ön ligger omkring 2 kilometer söder om Lökholmen, omkring 18 kilometer sydost om Nagu kyrka,  38 kilometer söder om Åbo och 150 km väster om Helsingfors. Närmaste allmänna förbindelse är förbindelsebryggan vid Pensar som trafikeras av M/S Nordep.